# Toyota bZ7
Toyota bZ7 - повнорозмірний електромобіль-седан, що випускається з 2025 року спільним підприємством GAC Toyota. Є частиною серії bZ.

## Опис

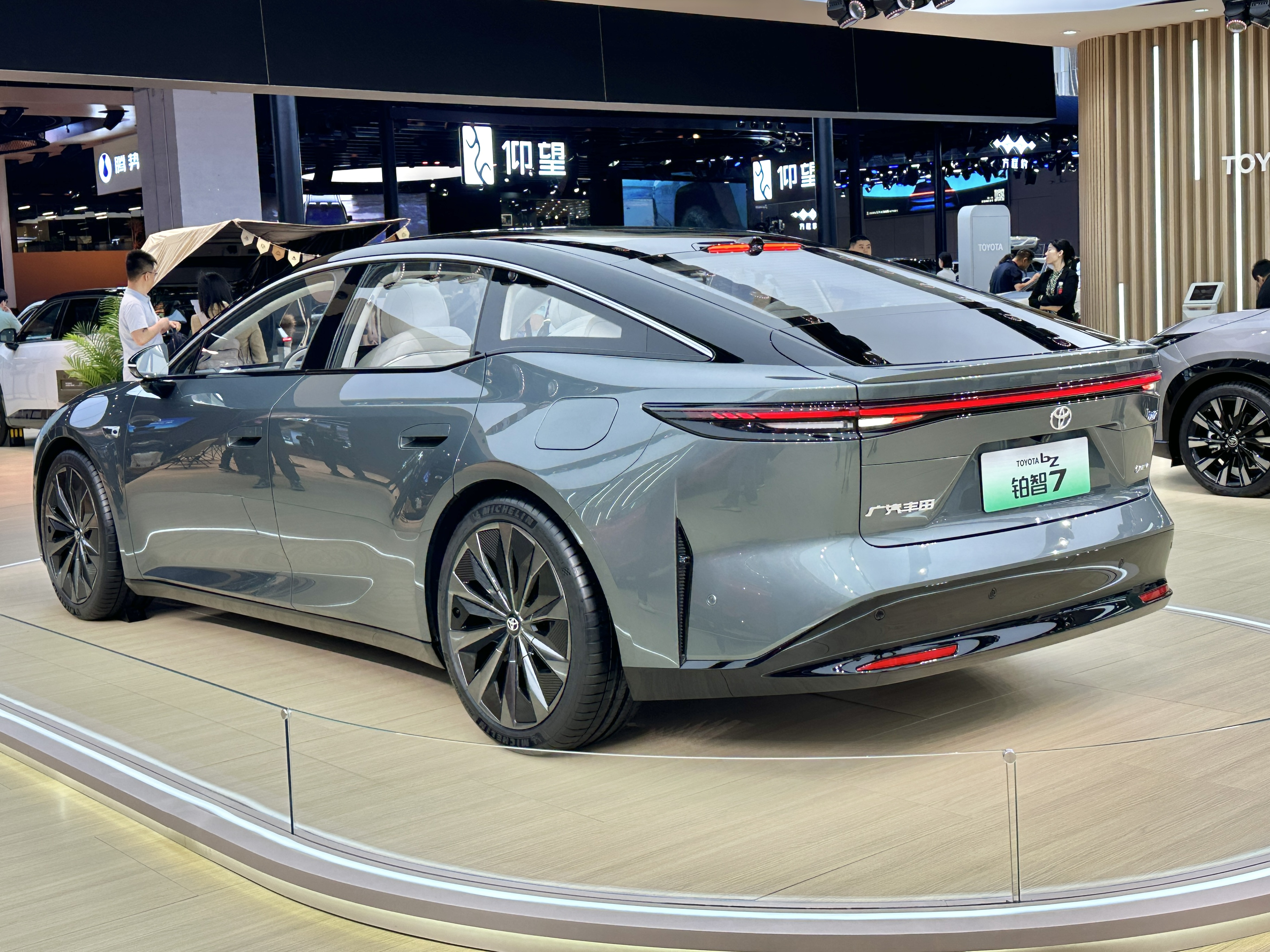

Toyota bZ7 - другий седан і п'ята модель, що входить до серії bZ ("beyond Zero"). Як і bZ5, bZ7 поділяє платформу e-TNGA з іншими автомобілями bZ.
У 2023 році (до появи bZ7) на автосалоні в Гуанчжоу було представлено концепт-кар bZ Satisfied Space (кит. 舒享空间), розроблений компанією GAC Toyota. Дизайн був розроблений у стилі bZ Sport Crossover Concept.
Модель також була показана у 2024 році на Пекінському автосалоні. У листопаді 2024 року на автосалоні в Гуанчжоу було представлено передсерійну версію, що отримала назву bZ7. Серійну версію bZ7 було представлено в 2025 році на Шанхайському автосалоні.
Toyota bZ7 - перший автомобіль Toyota, оснащений системою Huawei HarmonyOS.